# Kerk van Freepsum
De Kerk van Freepsum (Duits: Freepsumer Kirche) is een hervormd kerkgebouw in de Oost-Friese plaats Freepsum in de gemeente Krummhörn. De huidige kerk gaat op een bouw uit de tweede helft van de 13e eeuw terug.

## Geschiedenis
Het terpdorp Freepsum werd voor het eerst onder de naam Fresbachteshem rond het jaar 1000 vermeld. Omstreeks het jaar 1260 bouwden de bewoners op het hoogste punt van de warft het huidige kerkgebouw. In de loop der tijd onderging de kerk vele verbouwingen. Zo werden de portalen verplaatst en de oude dichtgemetseld en de kleine rondboogvensters in de zuidelijke muur vervangen door grotere om meer licht in het gebouw door te laten. De oorspronkelijke vorm van de vensters zijn nog aan de noordelijke muur te herkennen.
Tot 31 december 2010 vormde Freepsum samen met het naburige Groß-Midlum één gemeente. Freepsum werd toen samengevoegd met de gemeenten Canum en Woltzeten.

## Beschrijving

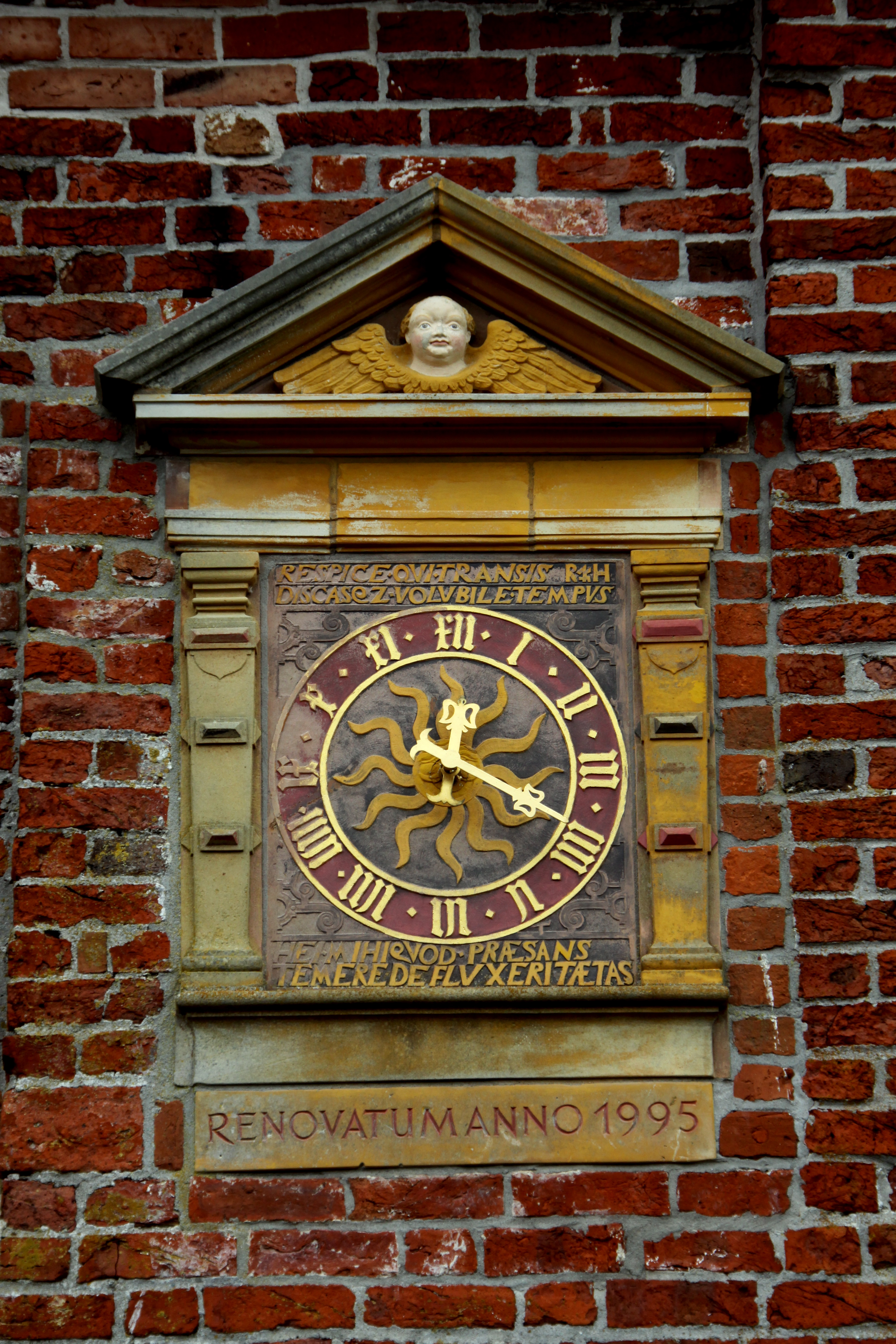
Uurwerk

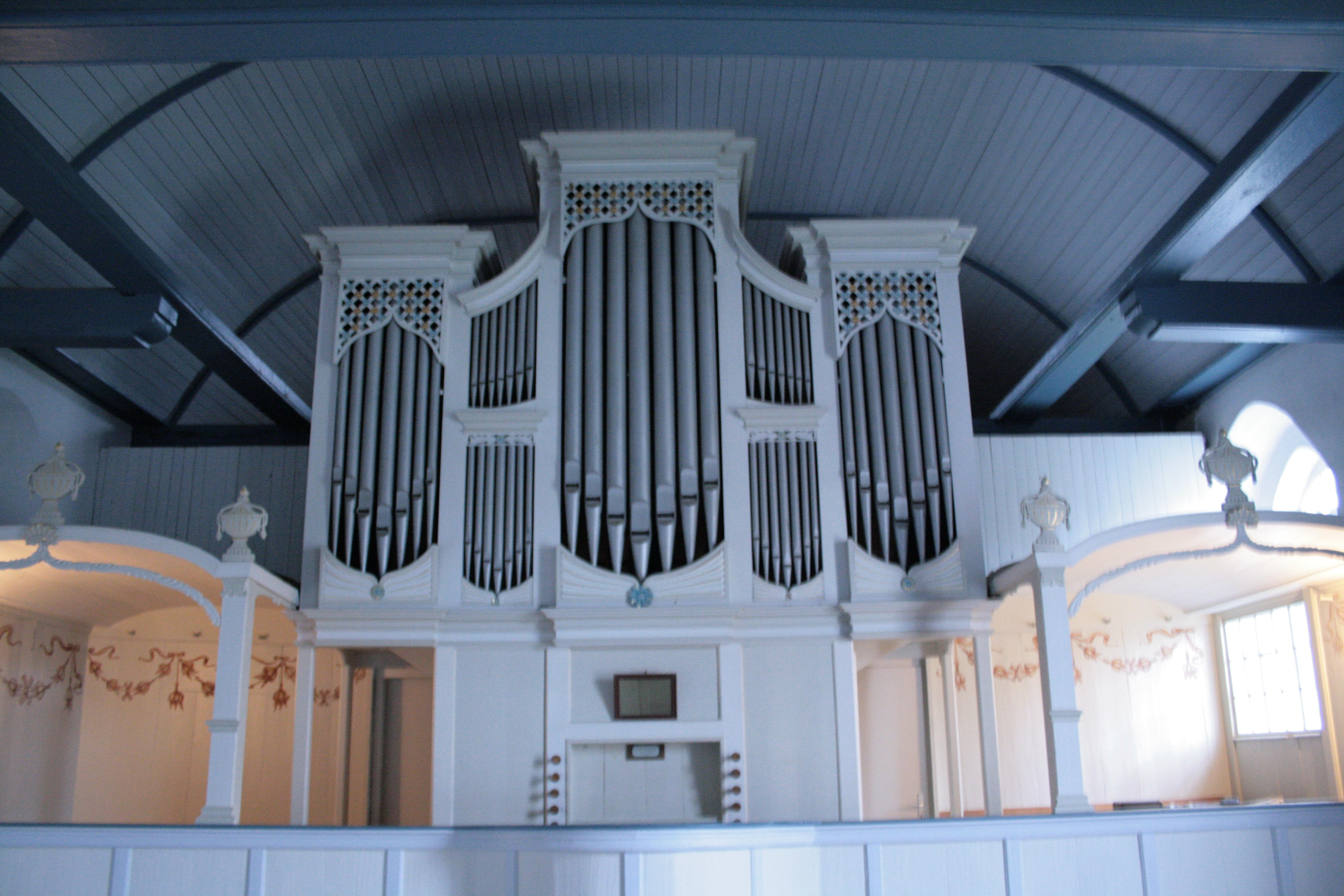
Orgel

Het gebouw werd als eenvoudige zaalkerk van baksteen in romaanse stijl gebouwd. De lengte van de kerk bedraagt 25,1 meter en de breedte 8,2 meter. De buitenmuren worden in het bovenste deel door tussen de vensters aangebrachte lisenen verdeeld. In het noorden bleven de vensters in de oorspronkelijke vorm bewaard, in het zuiden werden ze vergroot. In de zuidelijke muur bevindt zich ook nog een hagioscoop. Op het oostelijke einde van de noordelijke muur bevond zich vroeger een portaal, dat tegenwoordig dichtgemetseld is. De oostelijke muur heeft twee spitsbogige vensters met daarboven oeil de boeufs. Oorspronkelijk kende de kerk een vlak plafond, maar tegenwoordig een houten tongewelf. Naast de kerk staat een gedrongen klokkentoren uit de 16e eeuw met zeven galmgaten.
Het uurwerk onder een timpaan met een engelenhoofdje aan de zuidelijke muur werd vermoedelijk rond 1600 aangebracht. De wijzerplaat met romeinse cijfers en in het midden de wijzer omgeven door een stralende zon bevindt zich tussen zuiltjes. Onder en boven de wijzerplaat staan de Latijnse zinnen Respice qui transis discasqz volubile tempus (Kijk terug naar wat je voorbijgaat, opdat je de draaiende tijd leert kennen) en Hei mihi quod praesans temere defluxerit aetas (Wee mij, als het heden zonder plan voorbij vliet). Het uurwerk werd in 1995 grondig gerestaureerd.

## Interieur
De kerk bezit een eenvoudig interieur. Vermeldenswaardig zijn vooral de avondmaalstafel uit het jaar 1625, de avondmaalskelk van 1638, enkele herenbanken en grafzerken uit de 16e en 17e eeuw. Het eenmanualige orgel werd in 1836-1839 door Wilhelm Caspar Joseph Höffgen met acht registers en aangehangen pedaal gebouwd. Het instrument is nog vrijwel geheel intact, maar is wel toe aan een ingrijpende renovatie.